# سانتا آنا بويبلو (نيومكسيكو)
سانتا آنا بويبلو (بالإنجليزية: Santa Ana Pueblo CDP, New Mexico)‏ هي منطقة سكنية تقع بولاية نيومكسيكو في الولايات المتحدة. تبلغ مساحتها 19.3 كم2، وترتفع عن سطح البحر 1600 م، بلغ عدد سكانها 610 نسمة في عام 2010 حسب إحصاء مكتب تعداد الولايات المتحدة وتصل الكثافة السكانية فيها 31.6 نسمة لكل كيلومتر مربع (81.8/ميل2).

## التركيبة السكانية
حدّد مكتب تعداد الولايات المتحدة بيانات التركيبة السكانية لسانتا آنا بويبلو في تعداد الولايات المتحدة. في ما يلي، التركيبة السكانية حسب تعدادي 2000 و2010.

### تعداد عام 2000
بلغ عدد سكان سانتا آنا بويبلو 479 نسمة بحسب تعداد عام 2000، وبلغ عدد الأسر 121 أسرة وعدد العائلات 100 عائلة مقيمة في المنطقة السكنية. في حين سجلت الكثافة السكانية 24.8 نسمة لكل كيلومتر مربع (64.2/ميل2). وبلغ عدد الوحدات السكنية 132 وحدة بمتوسط كثافة قدره 6.8 لكل كيلومتر مربع (17.6/ميل2).
وتوزع التركيب العرقي للمنطقة السكنية بنسبة 1.25% من البيض و97.29% من الأمريكيين الأصليين و0.84% من الأعراق الأخرى و0.63% من عرقين مختلطين أو أكثر و2.51% من الهسبانيون أو اللاتينيون من أي عرق.
بلغ عدد الأسر 121 أسرة كانت نسبة 67.8% منها لديها أطفال تحت سن الثامنة عشر تعيش معهم، وبلغت نسبة الأزواج القاطنين مع بعضهم البعض 41.3% من أصل المجموع الكلي للأسر، ونسبة 31.4% من الأسر كان لديها معيلات من الإناث دون وجود شريك،  بينما كانت نسبة 9.9% من الأسر لديها معيلون من الذكور دون وجود شريكة وكانت نسبة 17.4% من غير العائلات. تألفت نسبة 14.9% من أصل جميع الأسر من عدة أفراد يعيشون في نفس المنزل ونسبة 5% كانت تتألف من شخص يعيش بمفرده يبلغ من العمر 65 عاماً أو أكثر. وبلغ متوسط حجم الأسرة المعيشية 3.96، أما متوسط حجم العائلات فبلغ 4.42.
بلغ العمر الوسطي للسكان 28.5 عاماً. وكانت نسبة 34.9% من القاطنين تحت سن الثامنة عشر، وكانت نسبة 11.5% بين الثامنة عشر والرابعة والعشرين عاماً، ونسبة 26.7% كانت واقعةً في الفئة العمرية ما بين الخامسة والعشرين والرابعة والأربعين عاماً، ونسبة 17.7% كانت ما بين الخامسة والأربعين والرابعة والستين، ونسبة 9.2% كانت ضمن فئة الخامسة والستين عاماً فما فوق. يوجد لكل 100 أنثى 88.6 ذكر، ويوجد لكل 100 أنثى في الثامنة عشر من عمرها فما فوق 73.3 ذكر.
بلغ متوسط دخل الأسرة في المنطقة السكنية 45,179 دولارًا، أما متوسط دخل العائلة فبلغ 45,714 دولارًا. وكان متوسط دخل الذكور 22,188 دولارًا مقابل 23,125 دولارًا للإناث. وسجل دخل الفرد الخاص بالمنطقة السكنية 9,857 دولارًا. وكانت نسبة 4.1% من العائلات ونسبة 5.1% من السكان تحت خط الفقر، وكان من هؤلاء نسبة 4.1% تحت سن الثامنة عشر ونسبة 5.3% في الخامسة والستين من العمر وما فوق.

### تعداد عام 2010
بلغ عدد سكان سانتا آنا بويبلو 610 نسمة بحسب تعداد عام 2010، وبلغ عدد الأسر 164 أسرة وعدد العائلات 139 عائلة مقيمة في المنطقة السكنية. في حين سجلت الكثافة السكانية 31.6 نسمة لكل كيلومتر مربع (81.8/ميل2). وبلغ عدد الوحدات السكنية 185 وحدة بمتوسط كثافة قدره 9.6 لكل كيلومتر مربع (24.9/ميل2).
وتوزع التركيب العرقي للمنطقة السكنية بنسبة 1.80% من البيض و96.39% من الأمريكيين الأصليين و0.16% من سكان جزر المحيط الهادئ و0.49% من الأعراق الأخرى و1.15% من عرقين مختلطين أو أكثر و4.10% من الهسبانيون أو اللاتينيون من أي عرق.
بلغ عدد الأسر 164 أسرة كانت نسبة 50.6% منها لديها أطفال تحت سن الثامنة عشر تعيش معهم، وبلغت نسبة الأزواج القاطنين مع بعضهم البعض 31.1% من أصل المجموع الكلي للأسر، ونسبة 40.9% من الأسر كان لديها معيلات من الإناث دون وجود شريك،  بينما كانت نسبة 12.8% من الأسر لديها معيلون من الذكور دون وجود شريكة وكانت نسبة 15.2% من غير العائلات. تألفت نسبة 11.6% من أصل جميع الأسر من عدة أفراد يعيشون في نفس المنزل ونسبة 3.7% كانت تتألف من شخص يعيش بمفرده يبلغ من العمر 65 عاماً أو أكثر. وبلغ متوسط حجم الأسرة المعيشية 3.72، أما متوسط حجم العائلات فبلغ 3.99.
بلغ العمر الوسطي للسكان 31.0 عاماً. وكانت نسبة 29% من القاطنين تحت سن الثامنة عشر، وكانت نسبة 11.8% بين الثامنة عشر والرابعة والعشرين عاماً، ونسبة 25.9% كانت واقعةً في الفئة العمرية ما بين الخامسة والعشرين والرابعة والأربعين عاماً، ونسبة 23.6% كانت ما بين الخامسة والأربعين والرابعة والستين، ونسبة 9.7% كانت ضمن فئة الخامسة والستين عاماً فما فوق. وتوزع التركيب الجنسي للسكان بنسبة 46.9% ذكور و53.1% إناث.

## وصلات خارجية
- الموقع الرسمي